# Krytá pletenina
Krytá pletenina (angl.: plated jbutted fabric, něm.: plattierte Maschenware) je zátažná nebo osnovni pletenina s očky ze dvou nebo více niti, které leží nad sebou tak, že je na určitém úseku pleteniny úplně (nebo z větší části) viditelná jen krycí nit. 

## Způsoby krytí
Krytá pletenina se dá zhotovit ve všech základních vazbách, podle účelu použití se obvykle rozlišuje
- Barevné krytí – s lícem a rubem pleteniny v rozdílných barvách
- Krytí podle vlastností použité příze – nit s určitou pevností, vzhledem, savostí atd. směřuje jen k lícní nebo jen k rubní straně pleteniny

### Zátažné kryté pleteniny
Dají se vyrábět na plochých a okrouhlých strojích i na kotonových stávcích.
Na zátažných pletacích strojích se obě niti kladou do pletacích jehel speciálním vodičem a základní nit nebo se klade krycí a základní (krytá) nit odděleně.
U jednolícních vazeb je krycí nit viditelná hlavně na lícní straně pleteniny, u oboulícních a interlokových vazeb překrývá krycí nit základní nit na obou stranách.
Krytí dá provádět v několika variantách, např.:
- polokrytá pletenina
- krytá pletenina s očky ze tří nití (prostřední nit, zpravidla elastanový filament, je krytá na lícní i rubní straně výrobku)
- podkládané krytí (očko tvoří většinou barevná nit a podložená klička)

- krytý plyš (dvojitě vázaný, základní nit jako krycí, plyšová jako krytá nebo i obráceně) (viz nákres na prostředním snímku)
- střídavé krytí (použití na kotonovém stávku: barevná nit přechází na určitém místě v řádku pleteniny z lícní strany na rubní a naopak) (pletenina na dolejším snímku)
- krytá výplňková vazba (na platinové obloučky jedné z vazných nití se zavěšuje výplňková nit)

### Osnovní kryté pleteniny
V osnovních pleteninách se tvoří krytá očka tzv. dvojitou vazbou. V jednom očku se sbíhají dvě dílčí vazby.
Příklady: dvojitý trikot, dvojitý atlas apod. 

## Použití krytých pletenin
- Barevně vzorované svrchní oděvy a ponožky z vlněných, bavlněných a umělovlákenných přízí
- Sportovní oděvy s krytým elastanem nebo s krytou vigoňovou přízí a počesanou rubní stranou (tepláky)
- Funkční textilie, např.:

- s rubní stranou z hřejivých nebo savých materiálů, tzv. double-face)
- kombinace elektricky vodivých a nevodivých materiálů  )